# Girolamo Crescentini

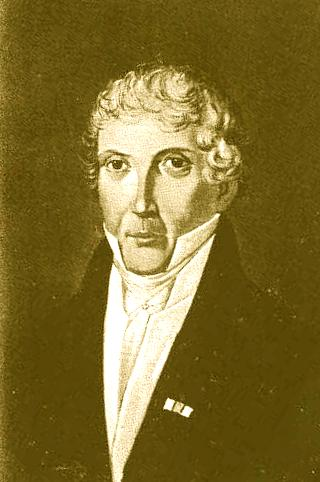

Girolamo Crescentini, född 2 februari 1762, död 24 april 1846, var en italiensk sopransångare.
Crescentini var en av de sista och mest betydande kastratsångarna. Crescentini debuterade 1778 och uppträdde i en rad italienska operor i London och Lissabon, var lärare för den kejserliga familjen i Wien, och kallades därefter till Paris av Napoleon I. Han blev 1813 sånglärare i Bologna och 1825 i Neapel. Crescenti komponerade även sånger, arior och vokaliser.